# 八木田真樹
八木田 真樹（やぎた まき、1973年4月14日）は、日本の女性声優。青二塾東京校14期生。以前は青二プロダクション、リリィプロモーションに所属していた。福岡県北九州市出身。血液型はO型。

## 経歴
子供の頃見ていた『機動戦士Ζガンダム』のカミーユ・ビダンに惚れ込み、新しいことに敏感だったことから声優というものに興味を抱き中学、高校は演劇部に所属して演じる楽しさや注目される快感を知った。当時から身長が高くて舞台では男役ばかりだったがそこは女子校だったため人気だった。とにかく東京に行くのが目的で声優にこだわっていたわけではないが、声優養成所のパンフレットを取り寄せて訓練メニューが充実していた青二塾を選んだ。試験は1回でパスしたが母が反対、合格すると思っていなかったことや母子家庭の一人っ子で入学金や授業料に使うお金がなく、やむなく辞退。
1年間資金を貯めて2回目の試験に合格してほとんど勝手に19歳で上京、東京では授業料や生活費を稼ぐため複数のアルバイトをしながらレッスンに励んでいたが食事に困って仕送りしてもらうわけにもいかず3か月で体重が10kg落ちた。養成所では講師やマネージャーたちには声優に向いてないと思われ、デビュー作の『美少女戦士セーラームーンS』では端役だったが人気声優に囲まれて緊張、みんなと合わせようと焦り、画面を注意してみる余裕もなくメインキャストの声優たちばかりに目がいっていた。あるときテレビ通販番組『テレコンワールド』の吹き替えをした際、それを見ていた名古屋のゲームメーカーが「面白い存在」だと目をつけ、新作PlayStationゲームとラジオ番組『小森まなみのエールを君に』の仕事が舞い込んだ。青二塾を経てから3年目の出来事でマネージャーは「非常に珍しく、シンデレラガールかもしれない」としていた。

## 出演作品
太字は主役・メインキャラクター

### テレビアニメ
- キテレツ大百科
- SLAM DUNK
- 美少女戦士セーラームーンS（女生徒、子供）
- 遊☆戯☆王（孤蔵乃親衛隊）

### アニメ映画
- GS美神 極楽大作戦!!（カップル・女）

### ゲーム
- あすか120%バーニングフェスト!!（ナレーション）
- ストーンウォーカーズ（リカ）
- 速攻生徒会 SonicCouncil（佐々真樹）
- タクティカルファイター（七瀬みく）
- パワードール（マフィル・ハティ）
- ピキーニャ（ピキーニャ[11]）
- Mystic Mind 〜揺れる想い〜（上条司）

### ラジオ
- 小森まなみのエールを君に（文化放送他、1996～1997年）
- 小森まなみの素敵にLOVE FOR YOU（文化放送他、1997～1998年）

### 特撮
- ガメラ3 邪神覚醒